# Maritiem Instituut de Ruyter
Maritiem Instituut de Ruyter (MIR) is een van de zeevaartscholen in Nederland. De naam komt van de bekende historische zeeheld Michiel de Ruyter. Al meer dan een eeuw is de school gesitueerd aan de boulevard in Vlissingen, in de provincie Zeeland. Bijzonder is het feit dat de schepen op 200 meter langs varen.

## Geschiedenis
Het MIR bestaat sinds 1903 als de Hogere Zeevaartschool (Vlissingen) – de Ruyterschool – die gevestigd was aan Boulevard Bankert te Vlissingen. De naam, De Ruyterschool, werd formeel geschonken door het Nationale Comité ter herdenking van de geboorte dag van Michiel de Ruyter. In 1978 werd de naam van de school gewijzigd in Maritiem Instituut de Ruyter.
Vanuit de Hogere Zeevaartschool werd ook de HTS van Vlissingen gesticht. Men kon op de Zeevaartschool namelijk ook Scheepswerktuigkunde studeren en, mede vanuit de industrie, zoals de Koninklijke Maatschappij de Schelde, was er behoefte aan een niet-maritieme hogere Werktuigkunde opleiding. Dit was de eerste studierichting aan de Vlissingse HTS, later gevolgd door Elektrotechniek en Weg- en Waterbouwkunde. De HTS was organisatorisch niet met de Zeevaartschool verbonden.
In de jaren tachtig van de 20e eeuw volgden fusies en splitsingen. De hbo-opleidingen behoren momenteel bij de HZ University of Applied Sciences, inclusief de vanuit de Zeevaartschool opgerichte HTS, en de mbo-opleidingen bij Scalda. Ook is het De Ruyter Training en Consultancy verbonden aan het instituut.
Maritiem Instituut De Ruyter wordt gezien als een toonaangevende maritieme academie in Europa.

## Locaties

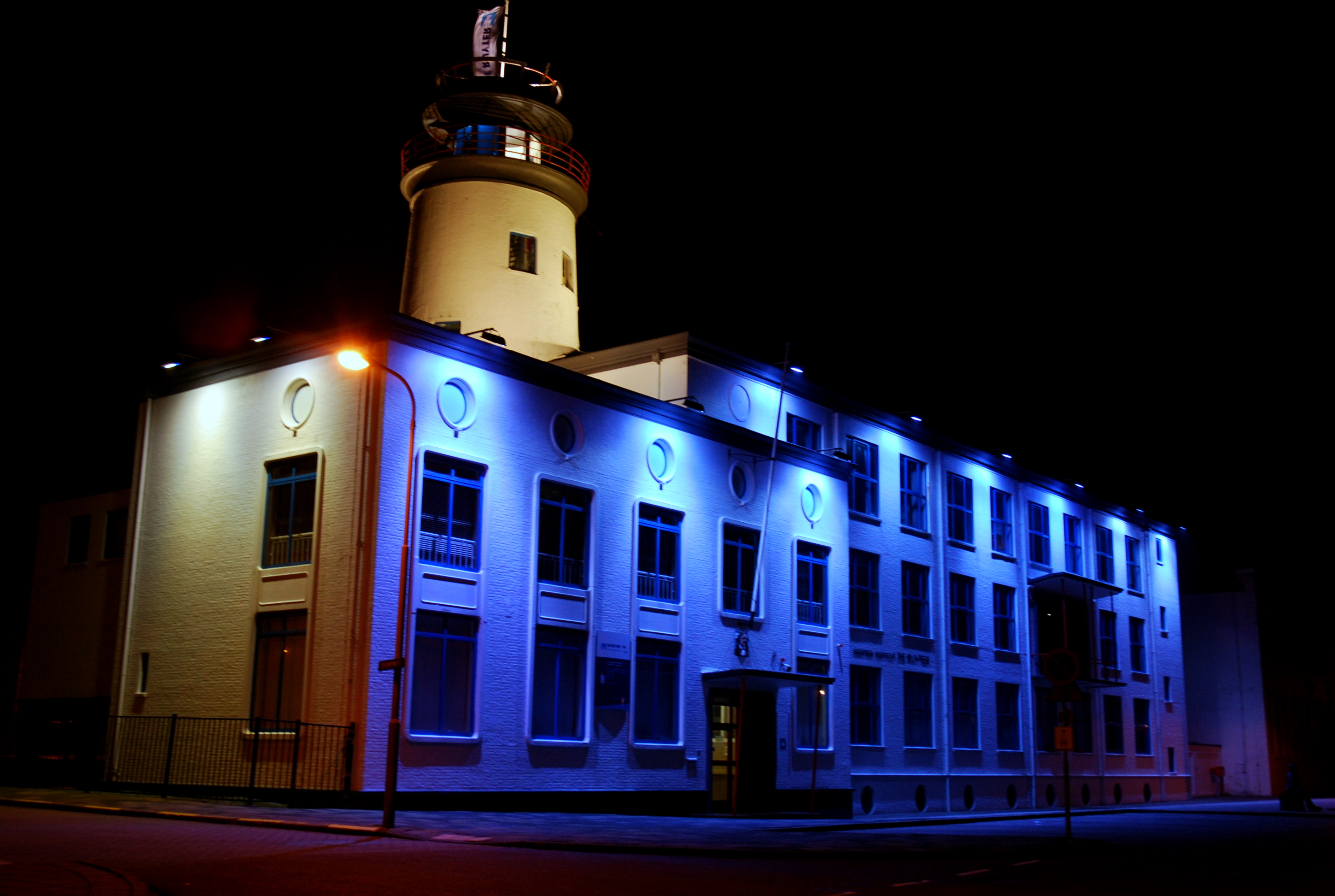
De zeevaartschool bij nacht

Het MIR maakt gebruik van diverse locaties in Vlissingen. Zo is er de hoofdlocatie aan Boulevard Bankert 156 waar het hbo gehuisvest is. Het mbo is gevestigd aan Boulevard Bankert 130 waarin ook de scheepvaart en logistieke opleidingen aanwezig zijn. Techniek/praktijk vakken worden verdeeld gegeven op de hbo locatie maar ook in het Technum aan de Edisonweg, direct achter het hoofdgebouw van de HZ University of Applied Sciences (HZ). Het botenhuis aan het Kanaal door Walcheren wordt gebruikt om de roeisloepen aan te leggen en te onderhouden. Hier worden ook de praktijkzeemanschapvakken van het mbo onderwezen, zoals roeien en knopen/splitsen.
Het typerende witte gebouw aan de Boulevard met het witte torentje, een ontwerp van Arend Rothuizen, is wereldwijd bekend onder zeevarenden en maritiem geïnteresseerden. In mei 2009 heeft dit pand de status van rijksmonument gekregen door minister Plasterk, het witte gebouw nummer 156 heeft momenteel  de status van gemeentelijk monument.